# 外国人司法官任用問題
外国人司法官任用問題（がいこくじんしほうかんにんようもんだい）または外人法官任用問題（がいじんほうかんにんようもんだい）とは、明治期の大日本帝国政府が、幕末に欧米列強との間で締結された不平等条約の改正交渉に際し、在留外国人に対する領事裁判権（治外法権）の撤廃と引き換えに、（外国人に対する裁判を担当する）日本の法官（現代で言う司法官＝裁判官・判事＋検察官・検事）に外国人を任用する内容の交渉を進め、条約調印にまで至っていたことが公になって以降、それが大日本帝国憲法に違反するとの批判から、日本国内で発生した一連の政争・テロ事件・その他の騒動。
その交渉を外務大臣として推進した大隈重信が爆弾で暗殺されかける（未遂）、いわゆる大隈遭難事件の発生を招き、条約は発効に至らなかった。

## 大隈遭難事件
1889年（明治22年）10月18日、玄洋社員だった来島恒喜が、この外国人の任用を内容とする条約案に対する抵抗を目的に、この交渉を外務大臣として推進していた大隈重信に対し、爆弾による暗殺を謀り、未遂に終わったものの、大隈が右脚を失う重傷を負い、来島も現場で自刃する、という事件が起こった。
歴史的には、大隈遭難、大隈遭難事件、大隈重信遭難事件など、「遭難」と表現されることが多い。